# Antonio Palumbo (calciatore)
Antonio Palumbo (Napoli, 6 agosto 1996) è un calciatore italiano, centrocampista del Palermo.

## Caratteristiche tecniche
Centrocampista dotato di grande intelligenza tattica, buon calcio, discreta visione di gioco, abile anche nella gestione dei tempi della costruzione della manovra.
Può ricoprire sia il ruolo di mezzala che il ruolo più avanzato di trequartista. E' inoltre un abile tiratore di calcio di rigore.

## Carriera

### Club
Cresciuto nel comune di Mugnano, dove ha militato in alcune scuole calcio locali tra cui Amici di Mugnano e Mariano Keller, prima di attirare l’interesse di alcuni club professionistici nazionali. Insieme al coetaneo ed amico d’infanzia, Simone Russini, a 16 anni svolge un provino per il Napoli, ma i tecnici partenopei non sono del tutto convinti dalle sue qualità.
Nel 2012 la Ternana, avvezza ad ingaggiare giovani di talento provenienti dal circondario napoletano, offre invece a Palumbo e Russini l'opportunità di entrare a far parte degli Allievi Nazionali rossoverdi.
Nella stagione 2014-2015 viene inserito nella rosa della Prima squadra e debutta da professionista il 17 agosto 2014 subentrando al 85' della partita di Coppa Italia vinta 2 a 1 contro il Catanzaro. L'esordio in Serie B avviene invece la vigilia di Natale seguente, in casa contro il Modena: poco più di venti minuti di buon livello al posto di Luca Crecco. Nel corso del prosieguo della stagione, Antonio gioca con una certa continuità totalizzando 12 presenze di cui 8 da titolare.
L'anno seguente resta in Umbria riuscendo il 5 dicembre 2015 a segnare la sua prima rete da calciatore professionista nella vittoria per 2 a 1 contro la Pro Vercelli. Sette giorni dopo realizza un altro gol, questa volta nella rotonda vittoria per 4 a 0 ai danni del Como, squadra la quale segnerà anche nel match di ritorno giocato il 1º maggio 2016 a Como.
Il 31 agosto 2016 la Sampdoria ne comunica l'acquisto a titolo definitivo dalla Ternana con il contestuale prestito fino al termine della stagione allo stesso club rossoverde. Il costo dell'operazione si aggira sui 700.000 euro più il 15% a favore della Ternana sulla futura vendita.
Il 30 agosto 2017 viene ufficializzato la sua cessione in prestito al Trapani in Serie C.
Terminato il prestito a Trapani, viene ceduto nuovamente in prestito, questa volta alla Salernitana in Serie B.
Dopo avere trovato poco spazio coi campani, nel gennaio 2019 fa ritorno (sempre in prestito) alla Ternana. Il 3 agosto 2019 il prestito viene rinnovato per un altro anno.
A fine prestito torna alla Samp, con cui debutta in massima serie subentrando negli ultimi minuti del successo esterno per 2-1 contro la Fiorentina del 2 ottobre 2020. Ciononostante tre giorni dopo rinnova con i doriani fino al 2022 per poi fare ritorno in prestito alla Ternana.

#### Modena
Il 18 luglio 2023, Palumbo passa ufficialmente a titolo definitivo al Modena, sempre in Serie B, con cui firma un contratto pluriennale.
Esordisce con i canarini nella sfida di Coppa Italia contro il Genoa allo Stadio Luigi Ferraris, in cui serve un assist per la rete di Luca Tremolada. Segna la sua prima rete con la maglia gialloblù il 29 ottobre, nella sfida interna contro la sua ex squadra, la Ternana, vinta per 2-1 proprio dai canarini. Il 3 febbraio, nella sfida esterna contro la Sampdoria, trova la sua prima e unica doppietta in maglia canarina, segnando due reti entrambe su calcio di rigore che permettono alla squadra modenese di trovare il pareggio dopo essere stata in svantaggio di due reti. Con lo svolgersi della stagione risulta uno dei migliori giocatori della stagione della squadra geminiana, rendendosi spesso protagonista durante le prestazioni. Conclude la sua prima stagione segnando 7 reti e firmando 4 assist. 
Nell'estate successiva, eredita la maglia numero dieci, lasciata libera dal trasferimento di Luca Tremolada. L'esordio stagionale è nella sua città natale, contro i futuri campioni d'Italia del Napoli allo Stadio Maradona, valido per il primo turno di Coppa Italia. Durante la partita, terminata in pareggio a reti bianche, colpisce la traversa da un tiro da fuori area, mentre batte il portiere Alex Meret durante il primo tiro dal dischetto durante la lotteria dei calci di rigore, che vede uscire il Napoli vittorioso.
In questa stagione, avanza la sua posizione in campo, passando da mezzala a trequartista. Si tratta della sua stagione della consacrazione, rendendosi assoluto protagonista e trascinatore della squadra canarina, sfoderando grandissime prestazioni. Trova la sua prima rete stagionale nella seconda sfida di campionato contro il Bari. Il 29 settembre, nella sfida interna contro la Sampdoria, indossa per la prima volta la fascia di capitano. 
Al termine della stagione, vissuta da assoluto protagonista, viene eletto tra gli addetti della categoria come uno dei migliori giocatori del campionato. Chiude la stagione con 9 reti e 10 assist.
Nell'estate successiva, viene ceduto al Palermo, diventando la terza cessione più onerosa nella storia del club gialloblù. Lascia la maglia canarina dopo aver disputato 73 partite, segnato 16 reti, firmato 14 assist e aver indossato la fascia di capitano in 2 occasioni.

#### Palermo
Il 23 luglio 2025 passa al Palermo, in uno scambio con Francesco Di Mariano che fa il percorso opposto.

### Nazionale
Nel novembre 2015 viene convocato dal ct dell'Under-20 italiana, Alberico Evani, per prendere parte alle gare valide per il Torneo Quattro Nazioni del 12 novembre e 17 novembre seguenti contro la Germania e Svizzera, nelle quali Antonio tuttavia non gioca. Sempre nello stesso anno entra a far parte della nazionale B Italia di Massimo Piscedda.

## Statistiche

### Presenze e reti nei club
Statistiche aggiornate al 13 maggio 2025.
| Stagione        | Squadra         | Campionato      | Campionato | Campionato | Coppe nazionali | Coppe nazionali | Coppe nazionali | Coppe continentali | Coppe continentali | Coppe continentali | Altre coppe | Altre coppe | Altre coppe | Totale | Totale |
| Stagione        | Squadra         | Comp            | Pres       | Reti       | Comp            | Pres            | Reti            | Comp               | Pres               | Reti               | Comp        | Pres        | Reti        | Pres   | Reti   |
| --------------- | --------------- | --------------- | ---------- | ---------- | --------------- | --------------- | --------------- | ------------------ | ------------------ | ------------------ | ----------- | ----------- | ----------- | ------ | ------ |
| 2014-2015       | Ternana         | B               | 12         | 0          | CI              | 1               | 0               | -                  | -                  | -                  | -           | -           | -           | 13     | 0      |
| 2015-2016       | Ternana         | B               | 15         | 3          | CI              | 1               | 0               | -                  | -                  | -                  | -           | -           | -           | 16     | 3      |
| 2016-2017       | Ternana         | B               | 18         | 1          | CI              | 2               | 0               | -                  | -                  | -                  | -           | -           | -           | 20     | 1      |
| 2017-2018       | Trapani         | C               | 31+2       | 2+0        | CI+CI-C         | 0+2             | 0               | -                  | -                  | -                  | -           | -           | -           | 35     | 2      |
| 2018-gen. 2019  | Salernitana     | B               | 5          | 0          | CI              | 2               | 0               | -                  | -                  | -                  | -           | -           | -           | 7      | 0      |
| gen.-giu. 2019  | Ternana         | C               | 10         | 1          | CI+CI-C         | -               | -               | -                  | -                  | -                  | -           | -           | -           | 10     | 1      |
| 2019-2020       | Ternana         | C               | 28+3       | 1+0        | CI-C            | 7               | 0               | -                  | -                  | -                  | -           | -           | -           | 38     | 1      |
| ago.-ott. 2020  | Sampdoria       | A               | 1          | 0          | CI              | -               | -               | -                  | -                  | -                  | -           | -           | -           | 1      | 0      |
| ott. 2020-2021  | Ternana         | C               | 25         | 1          | CI              | -               | -               | -                  | -                  | -                  | SC-C        | 0           | 0           | 25     | 1      |
| 2021-2022       | Ternana         | B               | 33         | 3          | CI              | 1               | 0               | -                  | -                  | -                  | -           | -           | -           | 34     | 3      |
| 2022-2023       | Ternana         | B               | 35         | 4          | CI              | 1               | 1               | -                  | -                  | -                  | -           | -           | -           | 36     | 5      |
| Totale Ternana  | Totale Ternana  | Totale Ternana  | 176+3      | 14         |                 | 13              | 1               |                    | -                  | -                  |             | 0           | 0           | 192    | 15     |
| 2023-2024       | Modena          | B               | 36         | 7          | CI              | 1               | 0               | -                  | -                  | -                  | -           | -           | -           | 37     | 7      |
| 2024-2025       | Modena          | B               | 35         | 9          | CI              | 1               | 0               | -                  | -                  | -                  | -           | -           | -           | 36     | 9      |
| Totale Modena   | Totale Modena   | Totale Modena   | 71         | 16         |                 | 2               | 0               |                    | -                  | -                  |             | -           | -           | 73     | 16     |
| 2025-2026       | Palermo         | B               | 0          | 0          | CI              | -               | -               |                    | -                  | -                  |             | -           | -           | 0      | 0      |
| Totale carriera | Totale carriera | Totale carriera | 284+5      | 32         |                 | 19              | 1               |                    | -                  | -                  |             | 0           | 0           | 308    | 33     |

## Palmarès

### Club

#### Competizioni nazionali
- Serie C: 1

Ternana: 2020-2021 (girone C)
- Supercoppa di Serie C: 1

Ternana: 2021